# 紀元前695年
紀元前695年（きげんぜん695ねん）は、西暦（ローマ暦）による年。紀元前1世紀の共和政ローマ末期以降の古代ローマにおいては、ローマ建国紀元59年として知られていた。紀年法として西暦（キリスト紀元）がヨーロッパで広く普及した中世時代初期以降、この年は紀元前695年と表記されるのが一般的となった。

## 他の紀年法
- 干支 : 丙戌
- 中国
  - 周 - 荘王2年
  - 魯 - 桓公17年
  - 斉 - 襄公3年
  - 晋 - 晋侯緡12年
  - 秦 - 武公3年
  - 楚 - 武王46年
  - 宋 - 荘公16年
  - 衛 - 黔牟2年
  - 陳 - 荘公5年
  - 蔡 - 桓侯20年
  - 曹 - 荘公7年
  - 鄭 - 昭公2年
  - 燕 - 桓侯3年
- 朝鮮
  - 檀紀1639年
- ユダヤ暦 : 3066年 - 3067年

## できごと

### 中国
- 斉の襄公・魯の桓公・紀侯が黄で会盟した。
- 魯の桓公と邾の安公が趡で会盟した。
- 斉と魯の軍が奚で戦った。
- 蔡の桓侯が死去し、弟の公子献舞が陳から帰国して国君に立てられた。
- 魯・宋・衛の軍が邾を攻撃した。
- 鄭の高渠弥が昭公を殺害して子亹を擁立した。

### オリエント
- この頃、キンメリア人がアナトリア半島へ侵攻し、フリュギア王国の都ゴルディオンを破壊した。

## 死去
- 蔡の桓侯
- 鄭の昭公